# Języki oirata-makasai
Języki oirata-makasai, także wschodniotimorskie – grupa kilku języków papuaskich używanych przede wszystkim w Timorze Wschodnim. Wraz z papuaskimi językami wysp Alor i Pantar w Indonezji tworzą rodzinę języków timor-alor-pantar . Wszystkie te języki są często zaliczane do większej rodziny transnowogwinejskiej, obejmującej także ogromną liczbę języków z oddalonej geograficznie Nowej Gwinei (wcześniej zostały sklasyfikowane w ramach języków zachodniopapuaskich).
Język oirata jest używany na pobliskiej wyspie Kisar (w prowincji Moluki w Indonezji). Badania indonezyjskich językoznawców ujawniły, że języki fataluku i oirata są sobie szczególnie bliskie, przy uwzględnieniu ich związków z językiem makasai. W taki oto sposób przedstawia się podział wewnętrzny grupy oirata-makasai.
- makasai (w tym etnolekt makalero)
- grupa oirata-fataluku
  - fataluku (przypuszczalnie także rusenu)
  - oirata

Według nowszej klasyfikacji makasai i makalero stanowią dwa odrębne języki. Kwestią dyskusyjną jest status języka bunak z centralnego Timoru, przypuszczalnie spokrewnionego z pozostałymi językami wyspy, choć niegdyś sklasyfikowanego wespół z językami alor-pantar. Według jednej z propozycji tworzy samodzielną gałąź w ramach języków timorskich (timor-kisar), obok języków wschodniotimorskich. Alternatywnie może być rozpatrywany jako odosobniony reprezentant rodziny timor-alor-pantar.

## Prajęzyk
Źródło: Ross 2005.
|      | prawschodniotimorski | oirata (dopełnienie) | fataluku | makasai |
| ---- | -------------------- | -------------------- | -------- | ------- |
| 1lp  | *ani                 | an-te (ani)          | ani      | ani     |
| 2lp  | *ai                  | aa-te/ee-te[a] (ee)  | e        | ai      |
| 1eks | *ini                 | in-te (in)           | ini      | ini     |
| 1in  | *api                 | ap-te (ap)           | afi      | fi      |
| 2mn  | *i                   | ii-te (ii)           | i        | i       |